# 多田毬奈
多田 毬奈（ただ まりな、1991年12月8日 - ）は日本で活動するミュージカル俳優および元ダンサーである。劇団四季所属。

## 来歴
昭和音楽大学音楽学部音楽芸術運営学科ミュージカルコースに在学しながら小松原庸子スペイン舞踊団に所属しダンサーとしても活動していた。大学卒業後の2014年に劇団四季に入団し、同年9月2日に四季劇場［秋］で開幕したマンマ・ミーア!東京公演のアンサンブル役で初舞台出演を果たした。

## 主な出演作品
- マンマ・ミーア!（2014年、アンサンブル）
- アラジン（2015年、アンサンブル5枠）
- コーラスライン（2015年、ジュディ）
- ウェストサイド物語（2016年、エステラ）
- キャッツ（2016年、ディミータ）
- バケモノの子（2022年、アンサンブル8枠）
- バック・トゥ・ザ・フューチャー（2025年、リンダ・マクフライ）

※括弧内の年は初出演年